# Signatura
Signatura je stručna oznaka knjige kojom se određuje njezin smještaj na polici. Određuje se prema području. Signatura se upisuje na poleđini naslovne stranice i pomaže lakšem pronalaženju određene knjige.

## Poveznice
- Decimalni sustav klasifikacije
- UDK